# Alcester (Dorset)
Alcester – wieś w Anglii, w hrabstwie Dorset. Leży 36 km na północny wschód od miasta Dorchester i 157 km na zachód od Londynu.